# Rahlstedter Friedhof
Der Rahlstedter Friedhof (eigentlich: Friedhof des Ev.-Luth. Kirchengemeindeverbandes Rahlstedt) ist seit dem Jahr 1829 Begräbnisplatz. Bis 1948 war es der Friedhof der Evangelisch-Lutherischen Kirchengemeinde Alt-Rahlstedt. Seit Gründung des Ev.- Luth. Kirchengemeindeverbandes Rahlstedt 1948 wird der Friedhof von diesem getragen. Er ist 8,5 Hektar groß und hat 19.000 Grabstätten. Der Friedhof wurde als Ersatz für den alten Kirchhof rund um die Rahlstedter Kirche angelegt und war als Begräbnisplatz der zur Altrahlstedter Kirche gehörenden Gemeinden Alt-Rahlstedt, Berne, Braak, Farmsen, Jenfeld, Meiendorf, Neu-Rahlstedt, Oldenfelde, Stapelfeld, Stellau und Tonndorf gedacht. Jede dieser Gemeinden hatte dort ein eigenes Gräberfeld zugewiesen bekommen. – Der alte Friedhof wurde 1844 eingeebnet.
Seit 1964 wird das Feld für die Pastoren links neben der Kapelle von dem vom Rahlstedter Bildhauer Arthur Wiechert geschaffenen Kruzifix aus weißem Marmor beherrscht, das sich seit 1926 auf dem Altar der Altrahlstedter Kirche befand. Als ältestes erhaltenes Grabmal gilt das gusseiserne Kreuz von 1837 für die Gemeindehebamme Sophie Dorothea Freerks.
Der Rahlstedter Friedhof ist seit dem 1. Januar 2009 der erste klimaneutrale Friedhof in Deutschland.

## Grabstätten Prominenter
- Hanno Edelmann (1923–2013), Maler, Grafiker und Bildhauer
- Ernst Grabbe (1926–2006), Theater- und Fernsehschauspieler
- Carlo Kriete (1924–1989), Maler, Zeichner und Grafiker
- Detlev von Liliencron (1844–1909), Lyriker, Prosa- und Bühnenautor. Grabmal mit Einfassung und Mädchenskulptur von Richard Luksch
- Heinz Matschurat (1920–2020), Schriftsteller, Komponist und Autor
- Hans Poser (1917–1970), Komponist
- Joachim Schweppe (1926–1999), Komponist und Kirchenmusiker
- Gräber für zwei der beim Untergang der Pamir 1957 ertrunkenen Seeleute[4]

## Fotos

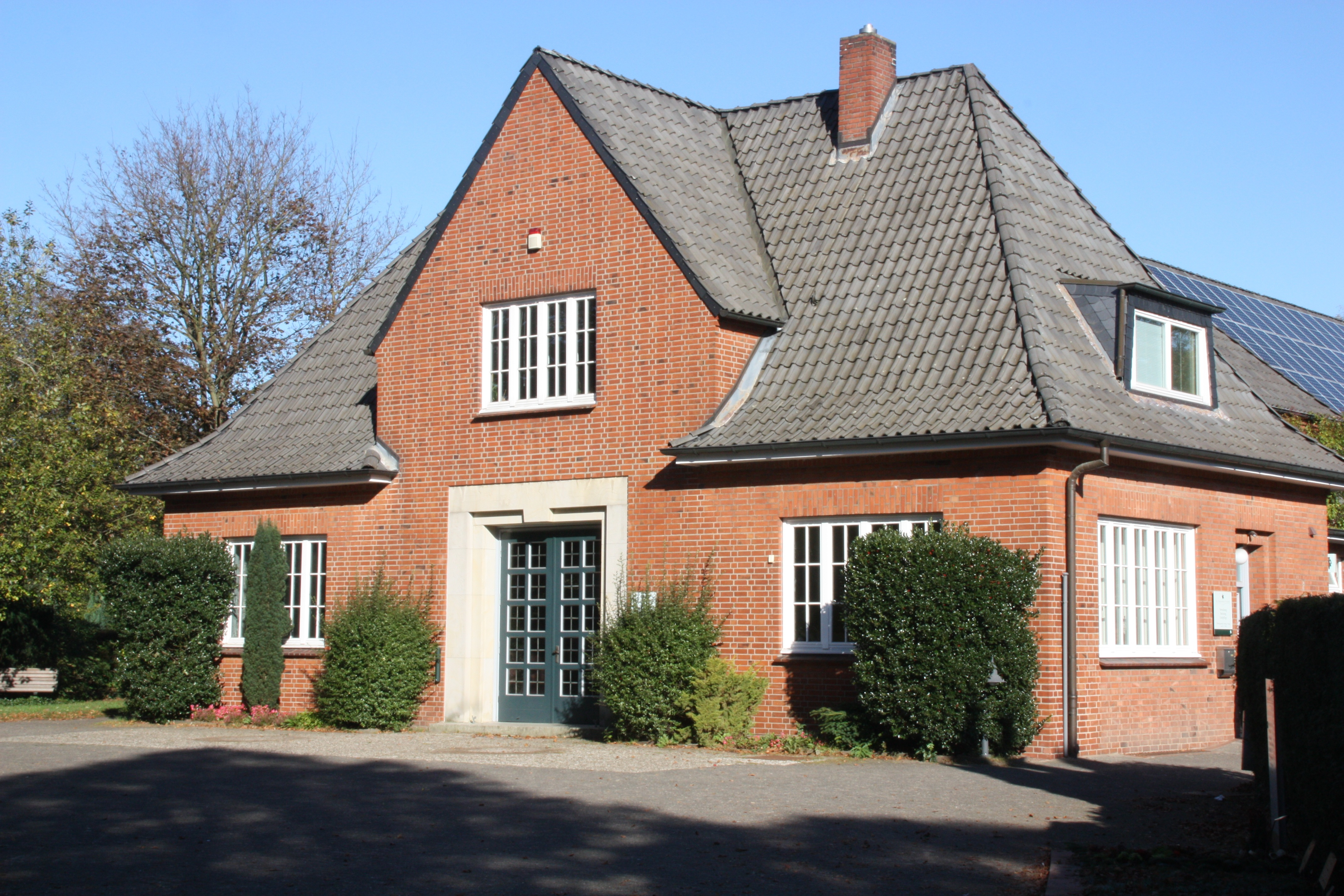
Kapelle am Eingang
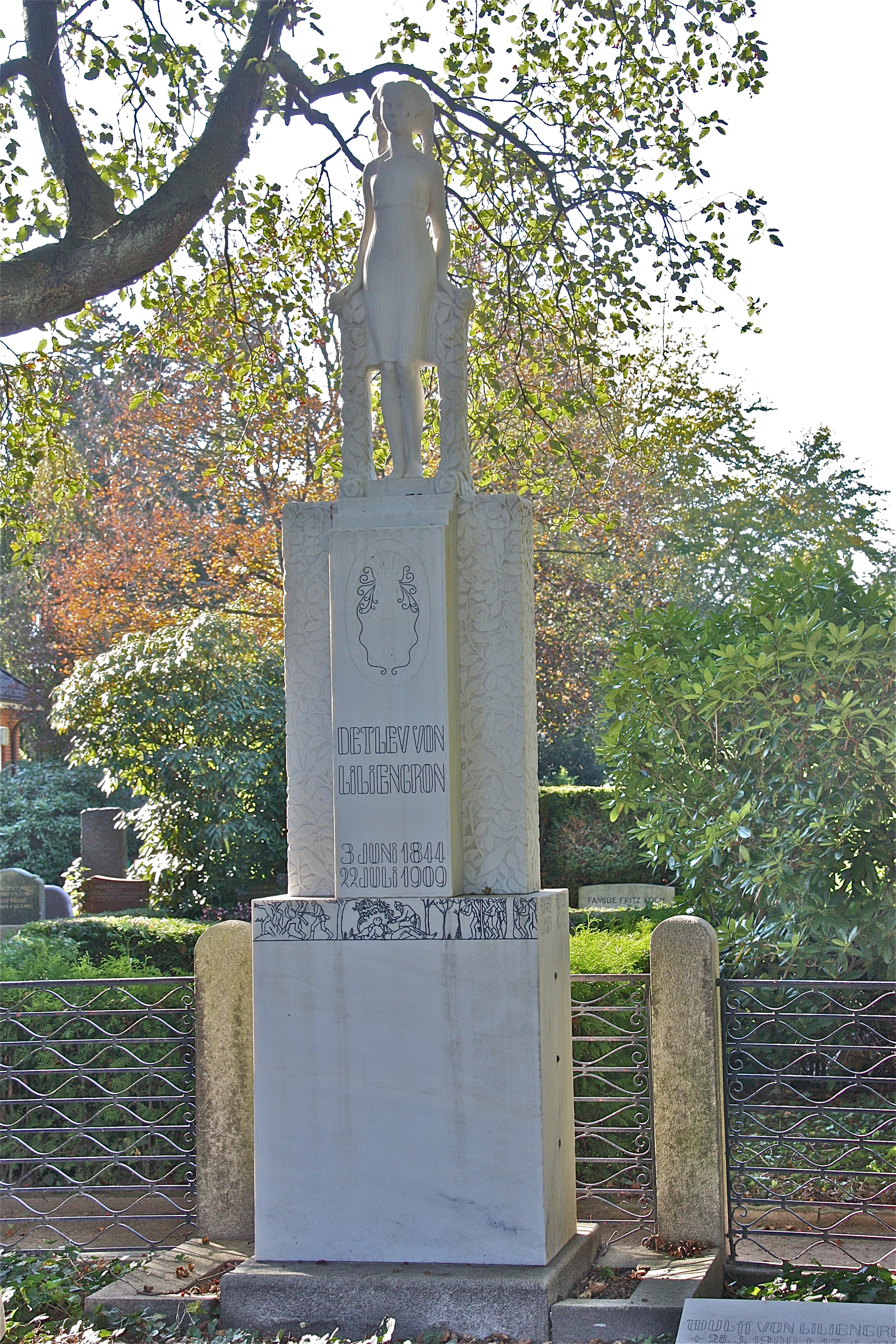
Grabstein Detlev v. Liliencron
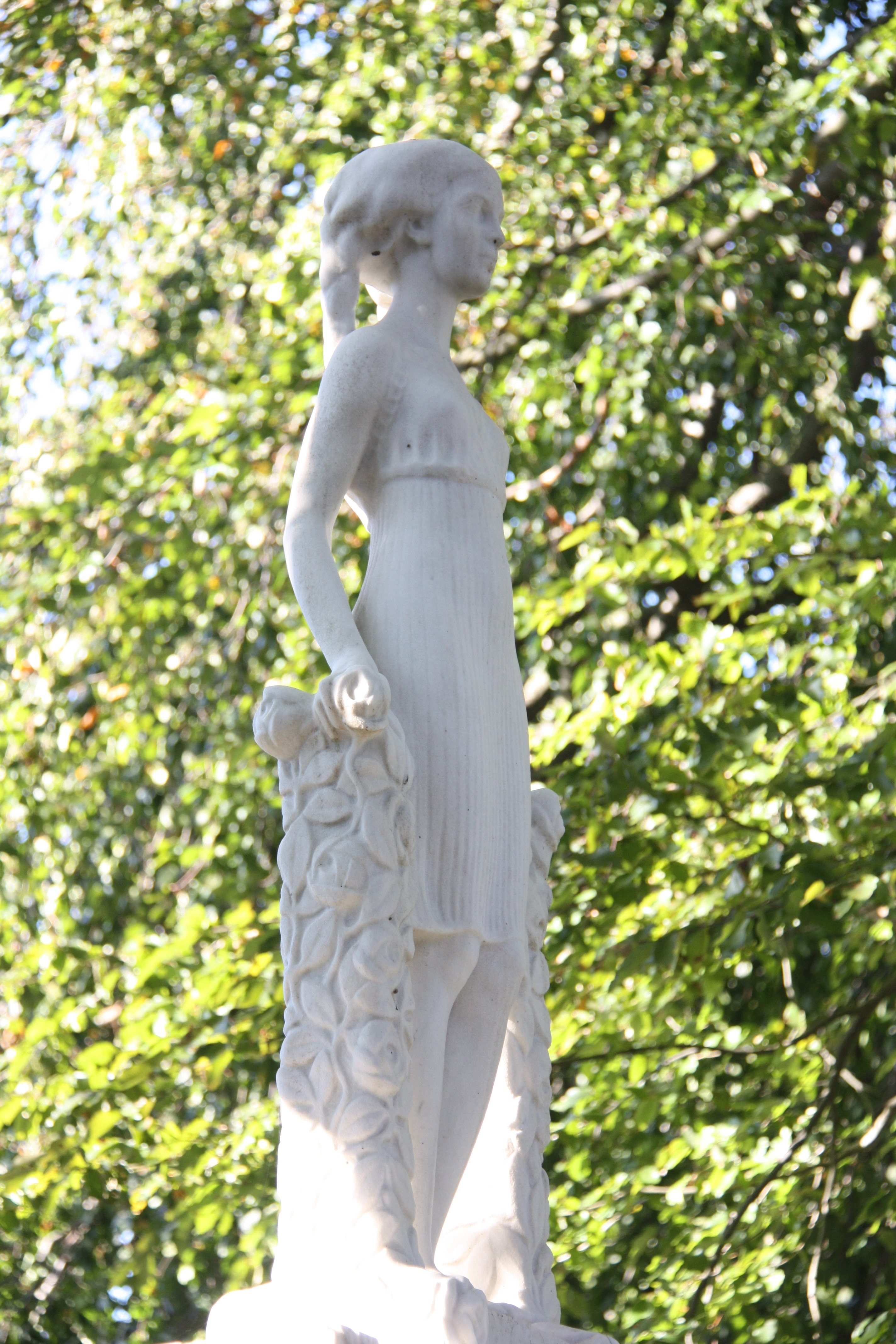
Detail am Liliencron-Grab
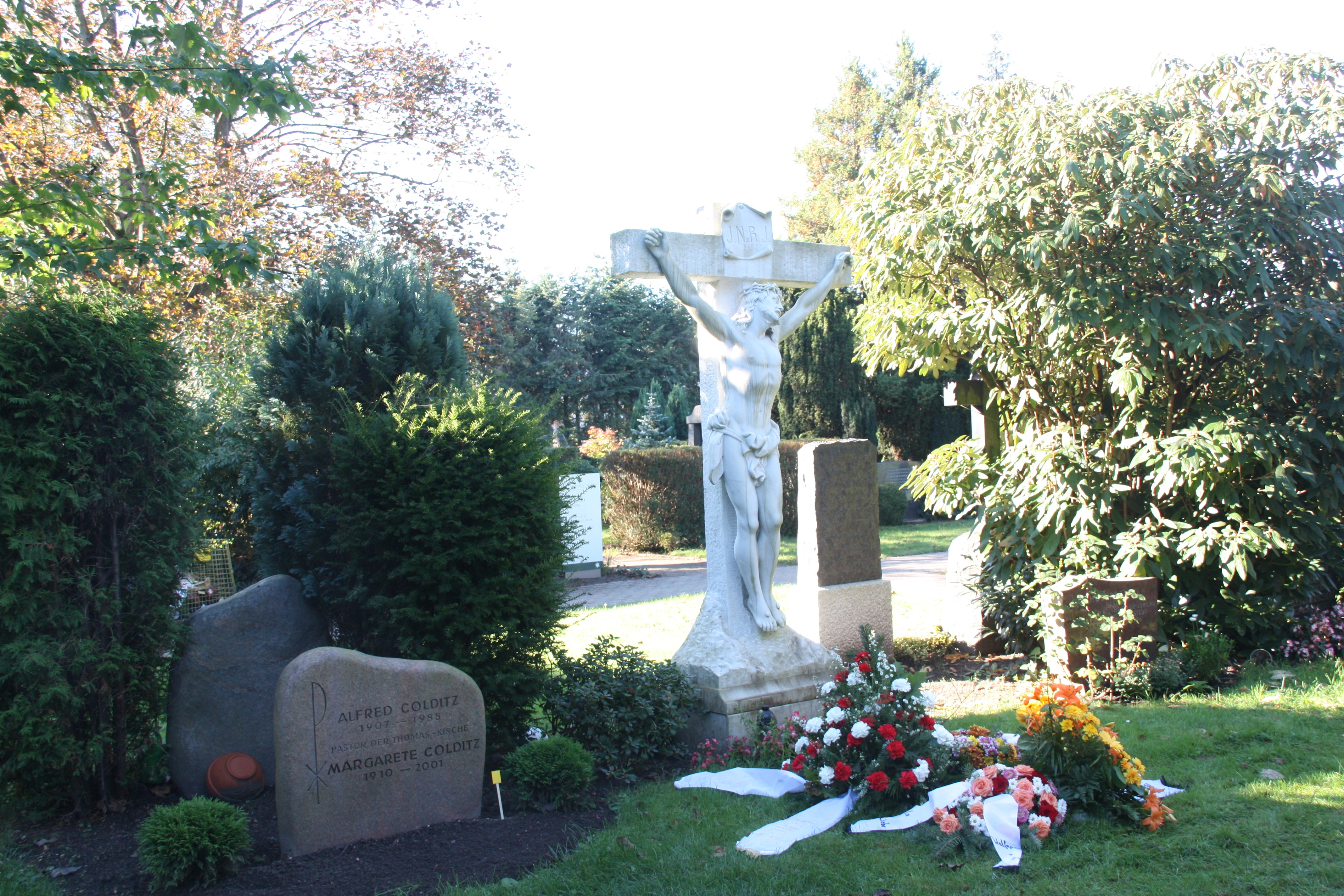
Grabfeld der Pastoren
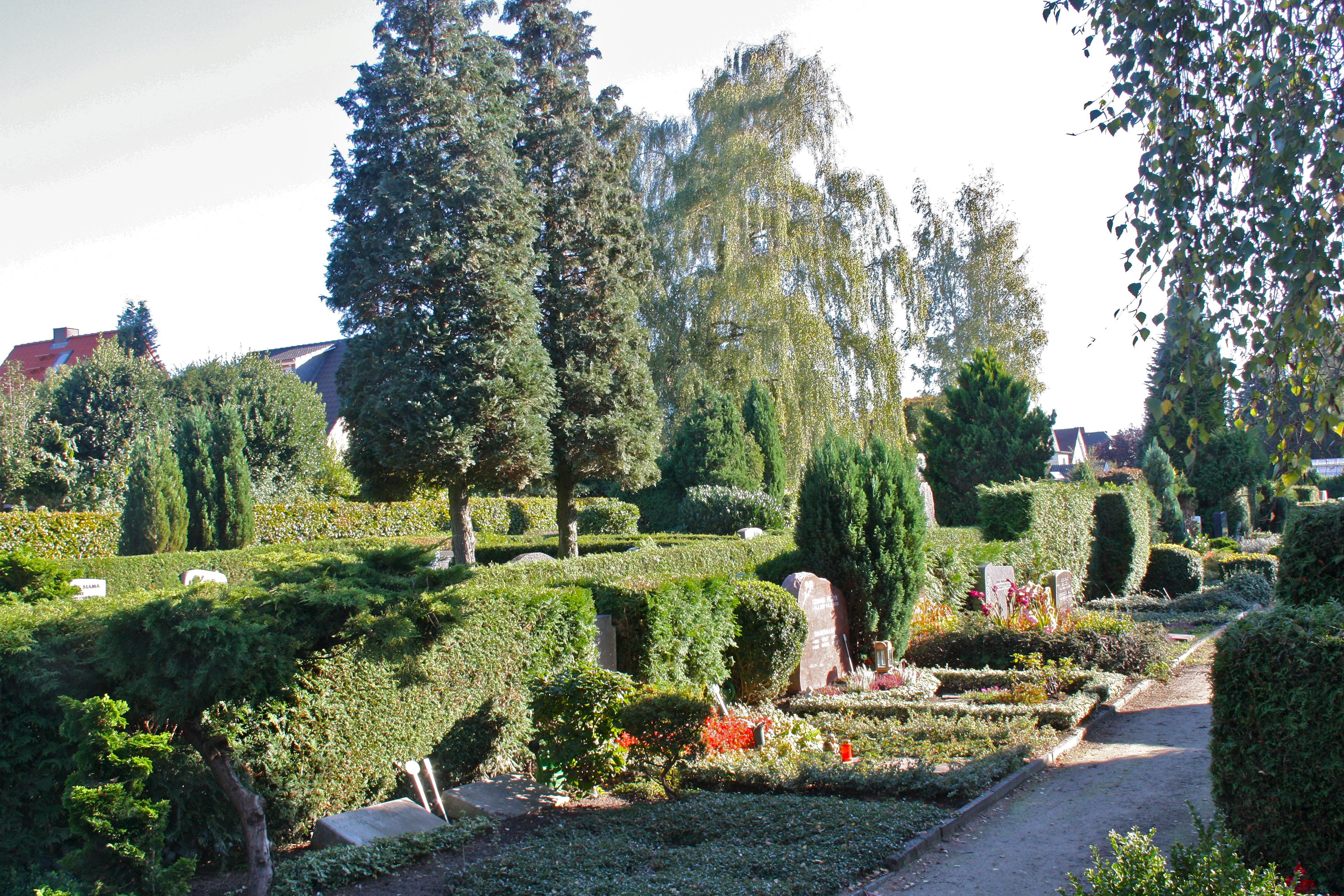
Blick über den Friedhof
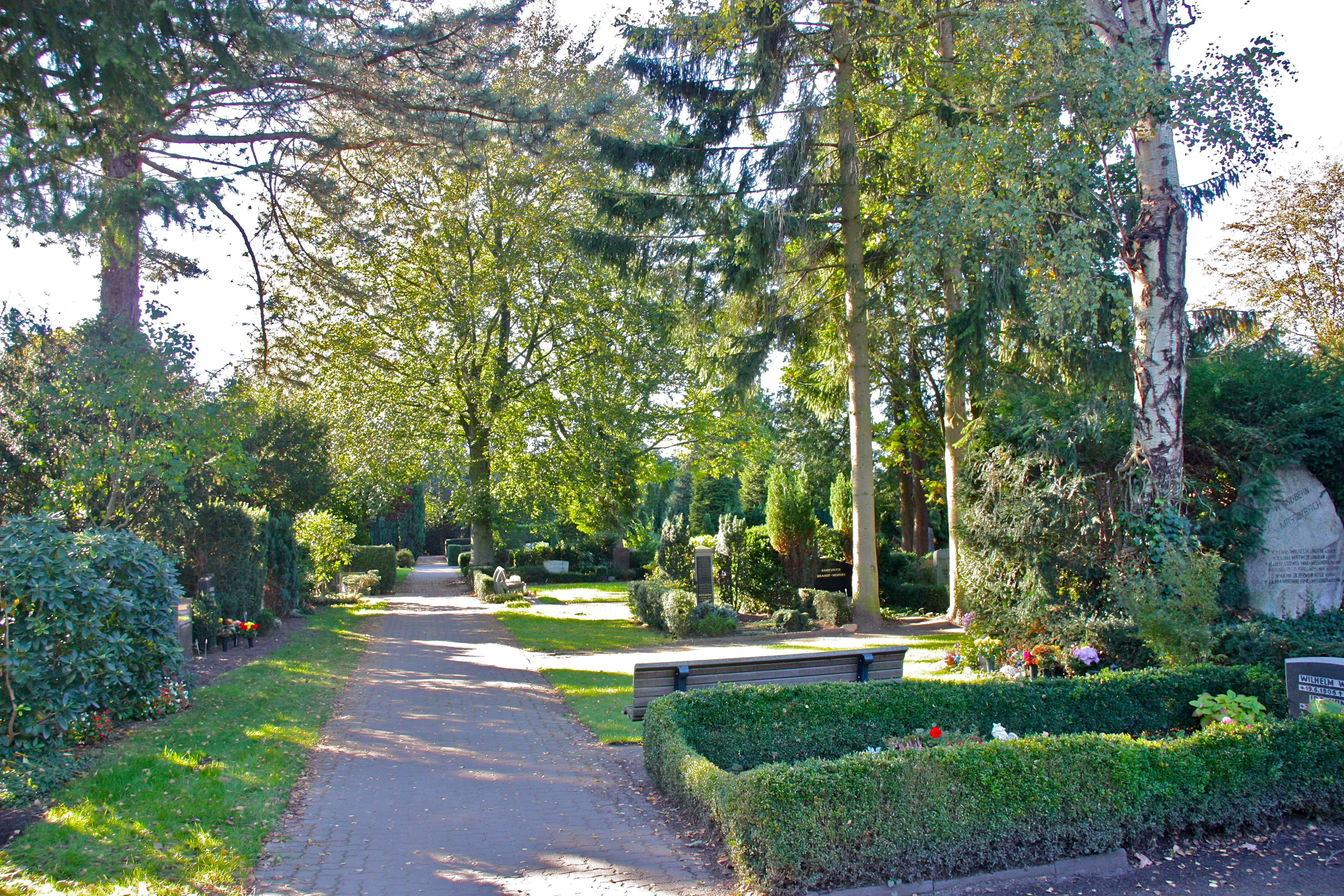
Ein Weg durch den Friedhof
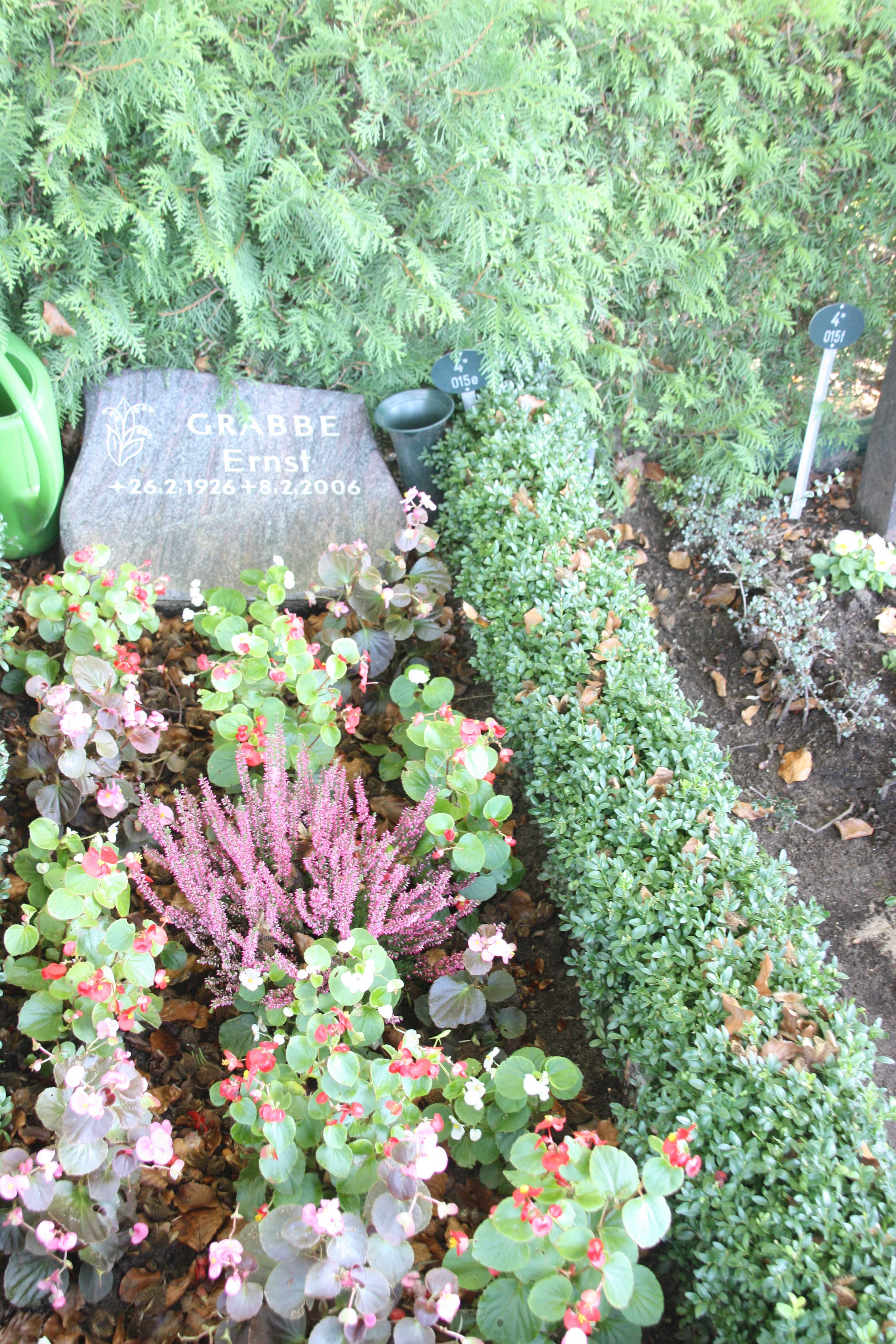
Grab Ernst Grabbe
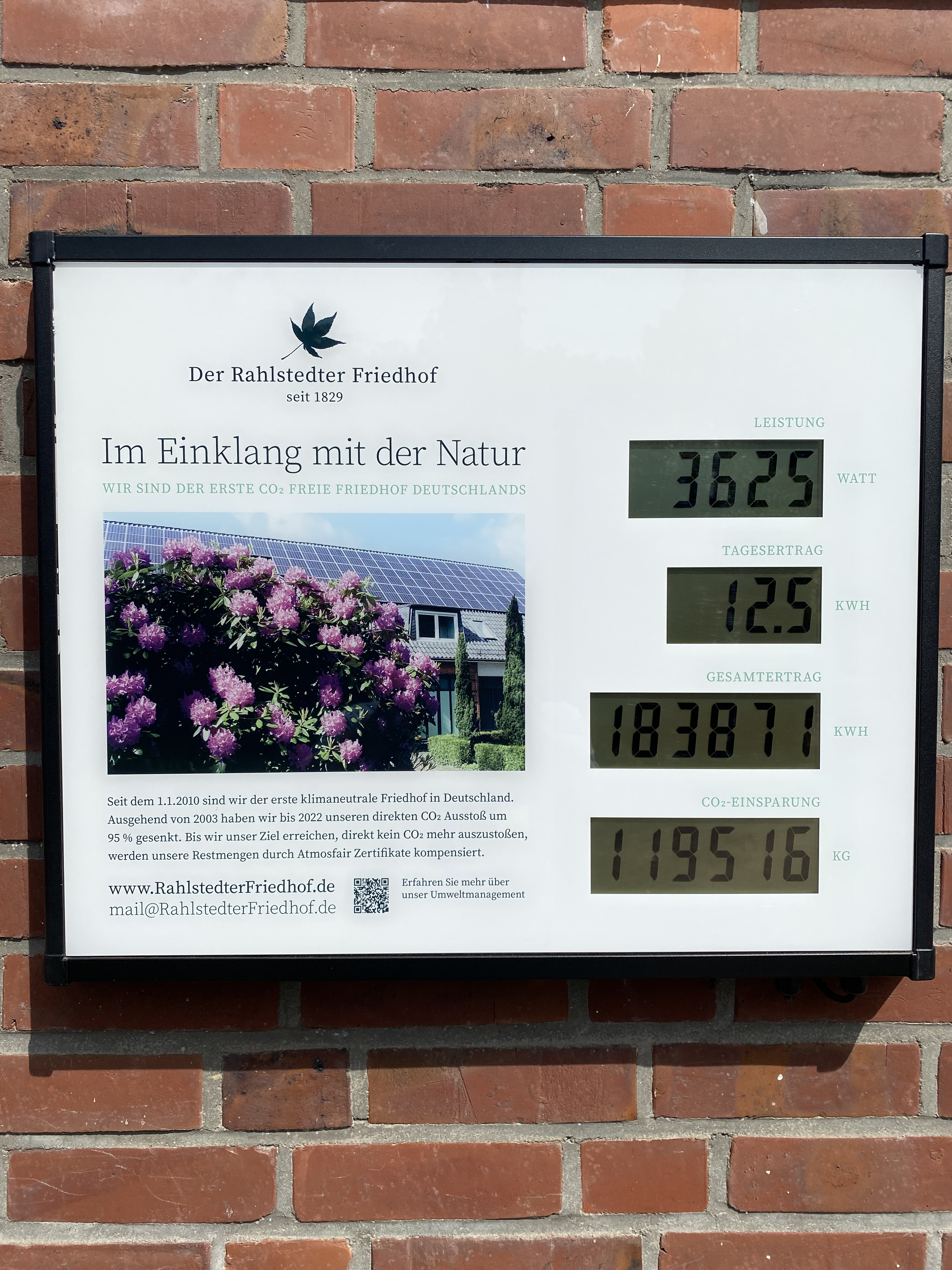
Hinweistafel zur Klimaneutralität